# Misgolas michaeli
Misgolas michaeli är en spindelart som beskrevs av Wishart 2006. Misgolas michaeli ingår i släktet Misgolas och familjen Idiopidae.
Artens utbredningsområde är New South Wales. Inga underarter finns listade i Catalogue of Life.